# Wayland Young
Wayland Young (n. 2 august 1923) este un om politic britanic, membru al Parlamentului European în perioada 1973-1979 din partea Regatului Unit. 
1. 1 2  Wayland Young, 2nd Baron Kennet, SNAC, accesat în 9 octombrie 2017
2. 1 2  Wayland Hilton Young, 2nd Baron Kennet, The Peerage, accesat în 9 octombrie 2017
3. 1 2  Wayland Hilton-Young, Internet Speculative Fiction Database, accesat în 9 octombrie 2017
4. ↑   http://www.legacy.com/timesonline-uk/Obituaries.asp?Page=LifeStory&PersonID=127075635 Lipsește sau este vid: |title= (ajutor)
5. 1 2 3 4 5  Kindred Britain
6. 1 2 3 4 5 6  The Peerage
7. ↑  Czech National Authority Database, accesat în 1 martie 2022
8. 1 2  pace.coe.int